# Ристо Янков
Ристо Янков (на македонска литературна норма: Ристо Јанков) е футболист от Северна Македония, който играе като вратар за Работнички.

## Кариера
Юноша е на Работнички. Янков е повикан в първия отбор през 2015 г. През август 2017 г. е даден под наем на Локомотив Скопие във Втора македонска футболна лига, преди да се завърне в Работнички в началото на 2018 г. Той прави дебют за Работнички на 24 февруари 2018 г., като влиза като резерва в 89-ата минута на мястото на Андрей Лазаров, след като вратарят Даниел Божиновски е изгонен. Мачът завършва с победа 2:1 за Работнички.